# Phanodesta pubescens
Phanodesta pubescens is een keversoort uit de familie schorsknaagkevers (Trogossitidae). De wetenschappelijke naam van de soort werd in 1901 gepubliceerd door Philibert Germain.